# Johannes von Hohenlohe

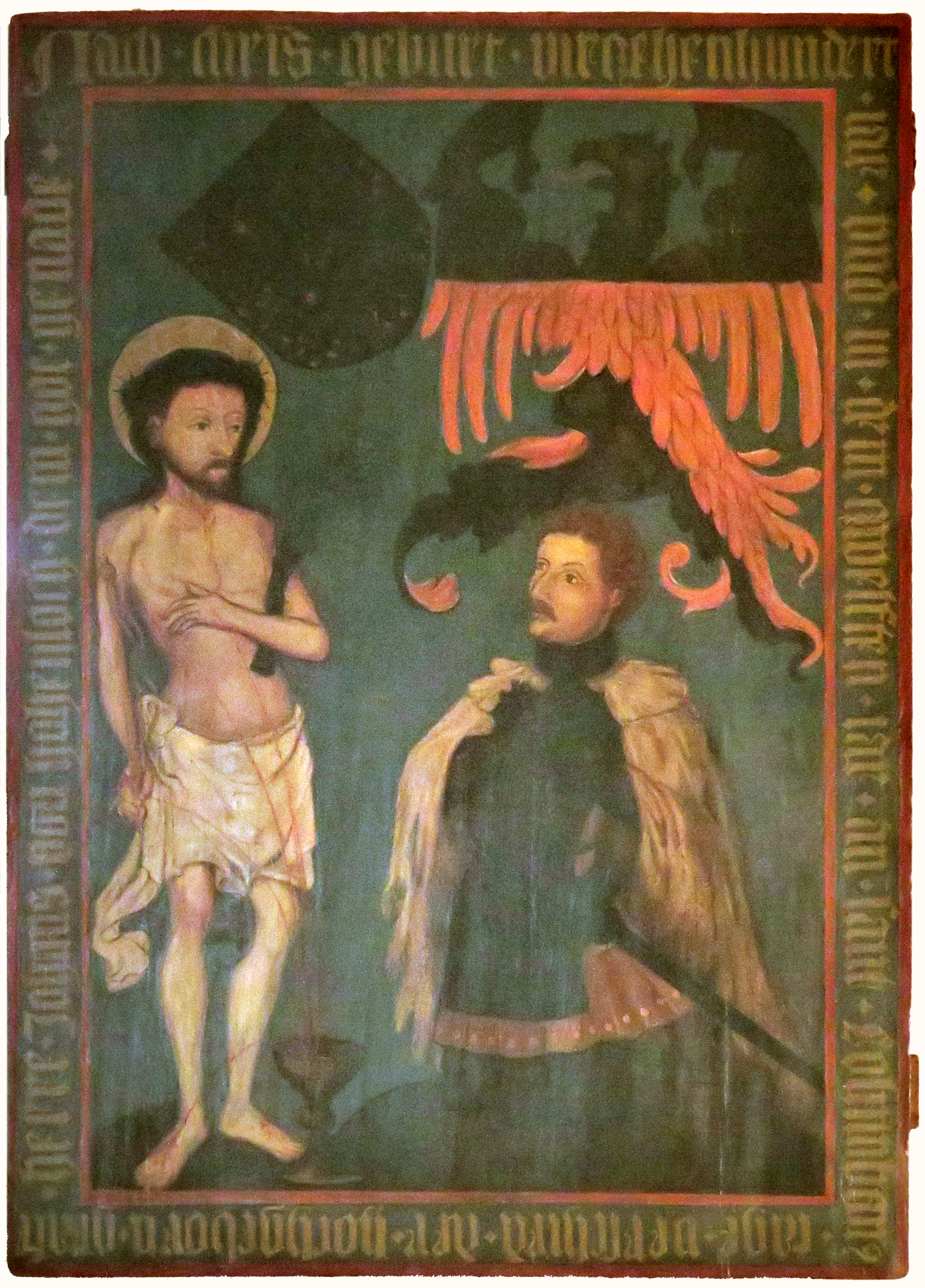
Johannes von Hohenlohe,
Epitaph in der Dorfkirche Buckow

Johannes von Hohenlohe-Uffenheim – auch Johann von Hohenlohe(-Speckfeld) – (* um 1370 in Franken; † 24. Oktober 1412 bei Kremmen) war ein deutscher Ritter.

## Leben
Er stammte aus dem Haus Hohenlohe und war der Sohn von Gottfried III. von Hohenlohe und Anna von Henneberg, Tochter des Grafen Johann I. von Henneberg-Schleusingen. Als „von Speckfeld“ benannte er sich nach seinem Schloss Speckfeld.
Zu eigenem Lebensunterhalt konnte Johann zunächst nichts beitragen. Deshalb verkaufte er aus dem Familienbesitz am 5. Januar 1398 die Stadt Lauda an den Pfalzgrafen Ruprecht den Jüngeren. Dann schloss er sich als Ritter dem Burggrafen Friedrich VI. von Nürnberg an, der wiederum in fremden Diensten in nordostdeutschen Ländereien Verwaltungsaufgaben wahrnahm. Um Streitigkeiten mit den Pommernherzögen Otto und Kasimir zu schlichten, zog der Burggraf (der spätere Markgraf und Kurfürst Friedrich I. von Brandenburg) in der Nähe des Brandenburgischen Kremmen schließlich ins Feld. Hier fiel Johann von Hohenlohe in der Schlacht am Kremmer Damm. Da er kinderlos war, kamen seine Besitztümer über seine Schwestern Anna und Elisabeth an die Schwager Leonhard zu Castell und Friedrich III. Schenk von Limpurg.

## Gedenken

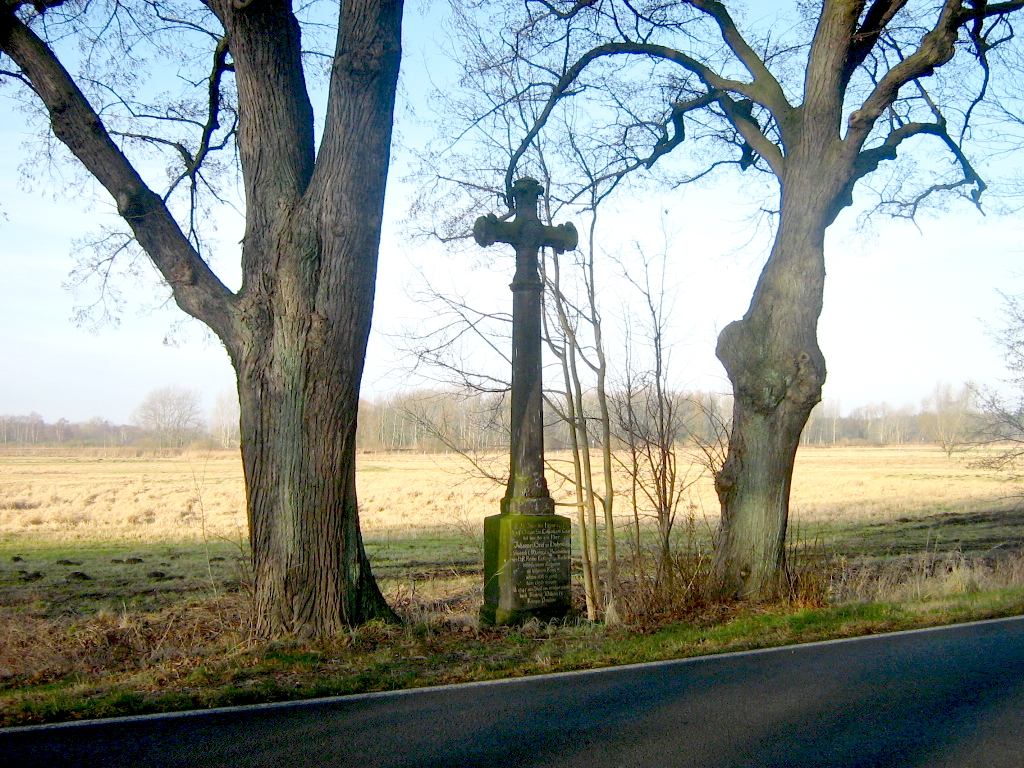
Das Kreuz am Kremmer Damm

An der Stelle seines Todes stand zunächst ein einfaches Holzkreuz. Über 400 Jahre später ließ Friedrich Wilhelm (der spätere König von Preußen) an dessen Stelle jedoch ein großes steinernes Gedenkkreuz errichten, das ein aufmerksamer Beobachter noch immer am Straßenrand der L 19 entdecken kann.
Für die Berliner Siegesallee gestaltete Ludwig Manzel die Denkmalgruppe 15 mit einem Standbild Friedrichs I. im Zentrum, flankiert von den Seitenfiguren (Büsten) von Johannes von Hohenlohe (links) und Landeshauptmann Wend von Ileburg. Die Enthüllung der Gruppe fand am 28. August 1900 statt.
Sein Epitaph, ursprünglich in der Franziskanerkirche in Berlin, befindet sich heute in der Dorfkirche Buckow. Darauf erscheint Johannes von Hohenlohe als junger Mann in schwarzem Kleid, Harnisch und weißem Mantel kniend vor dem Herrn, der Geißel und Rute in den Händen hält; darüber der Adler der Zollern und das Wappen der Hohenlohe. Die Umschrift lautet: Nach Cristus geburt virzehenhundert jar und in dem czwelften jar an sant columbanus tage verschied der hochgeborne graff herren Johans von Hohenlohe. Dem got genade.